# 42795 Derekmuller
42795 Derekmuller este o planetă minoră (asteroid), cu un diametru de 3,193 km, din centura de asteroizi. A fost descoperită pe 14 februarie 1999 la Caussols de OCA-DLR Asteroid Survey⁠(d). 
Obiectul prezintă o orbită caracterizată de o semiaxă mare de 2,2601823085886 UAi, o excentricitate de 0,11408001782497, o înclinație de 8,1899309137083 ° în raport cu ecliptica.